# بشیراحمد ته ینج
بشیراحمد ته‌ینج (زادهٔ ۱۳۵۳ ولسوالی خان چارباغ ولایت فاریاب).
آقای ته‌ینج؛ سیاستمدار و وزیر وزارت کار و امور اجتماعی افغانستان می‌باشد.
وی قبلاْ نمایندهٔ مردم ولایت فاریاب در دور شانزدهم مجلس نماینده‌گان و عضو کمیسیون تفتیش مرکزی و نظارت بر اجرای قانون بود.

## زندگی‌نامه
بشیراحمد ته‌‌ینج؛ فرزند چاری خان در سال ۱۳۵۳ هجری خورشیدی در ولایت فاریاب دیده به گیتی گشود.
آقای ته‌ینج پس از پایان دورۀ لیسه، مدرک  کارشناسی (دورۀ لیسانس) خویش را در سال ۱۳۷۴ هجری خورشیدی در رشتۀ تاریخ از دانشکدۀ تاریخ دانشگاه بلخ به دست آورد.
وی در کنار زبان مادری (اوزبیکی) به زبان دری تسلط کامل داشته و به زبان‌های پشتو، ترکمنی، انگلیسی و ترکی نیز آشنایی دارد.  محترم بشیر احمد ته‌ینج از سال ۱۳۸۴ تا ۱۳۸۸هجری خورشیدی به حیث عضو و معاون شورای ولایتی فاریاب کار کرده‌‌است.
از سال ۱۳۸۹ تا ۱۳۹۹ در موقف‌هایی چون عضو و منشی کمیسیون تفتیش مجلس نماینده‌گان و سخنگوی حزب جنبش ملی اسلامی افغانستان، عضو مؤسسات «UNHCR» و «IOM» در امور خیریه، عضو گروپ پارلمانی افغانستان- فرانسه، معاون بنیاد خیریهٔ مارشال دوستم، عضو ارشد تیم تحول و تداوم، عضو ارشد تیم ثبات و همگرایی و فعال جامعهٔ مدنی ایفای وظیفه نموده است.          
محترم بشیر احمد ته‌ینج؛ لقب «سفیر صلح» را نیز از سوی نهاد صفوان به دست آورده‌است  و به اساس فرمان مقام عالی ریاست جمهوری، هم‌اکنون همچون سرپرست وزارت کار و امور اجتماعی دولت جمهوری اسلامی افغانستان ایفای وظیفه می‌نماید.
.

## تعلیق عضویت در پارلمان
عضویت وی در ماه حمل ۱۳۹۶ طبق قوانین اصول وظایف داخلی مجلس نماینده‌گان افغانستان همراه با سه نمایندهٔ دیگر به علت غیابت طولانی و حضور نیافتن در پارلمان افغانستان به حالت تعلیق درآمد.

## دیگر فعالیت‌ها
دیگر فعالیت‌های آقای ته‌ینج:
- عضو حزب جنبش ملی اسلامی افغانستان؛
- عضو و منشی شورای ولایتی فاریاب؛
- مؤسس و صاحب امتیاز نشریهٔ «یشیل یپراغ» و رادیوی محلی ترکستان؛
- کارمند سازمان بین‌المللی مهاجرت (IOM)
- عضو رهبری تیم تحول و تداوم و سخنگو ۱۳۹۴؛
- سفیر صلح از سوی (نهاد صفوان) ۱۳۹۶؛
- مشاور سیاسی و بین‌المللی ریاست اجراییه ۱۳۹۷؛
- عضو رهبری ثبات و همگرایی و رییس ستاد مطبوعاتی ۱۳۹۸.